# محمد السهلي
محمد فلاح السهلي، لاعب كرة قدم سعودي ، يلعب في نادي العدالة.

## مسيرة اللاعب
لعب مع نادي القيصومة ونادي الرائد ونادي ضمك ونادي الخليج ونادي الباطن ونادي العدالة.

## روابط خارجية
- محمد السهلي على موقع Soccerway.com (الإنجليزية)
- محمد السهلي على موقع كووورة